# Isometopinae
Isometopinae es una subfamilia de insectos hemípteros heterópteros de la familia Miridae. Tiene 5 tribus con 42 géneros y aproximadamente 200 especies. Miden 2 a 3 mm. Se alimentan de insectos escamas.

## Tribus
- Diphlebini – †Electromyiommini – Gigantometopini – Isometopini – Myiommini

## Géneros
- Alcecoris - Archemyiomma - Aristotelesia - Brailovskiocoris - Carayonischa - Clavimyiomma - Corticoris - Dendroscirtus - Diphleps - Electroisops - Electromyiomma - Eurocrypha - Fronsonia - Gigantometopus - Isometopidea - Isometopiellus - Isometopus - Joceliana - Jozefus - Lidopiella - Lidopus - Lindbergiola - Metoisops - Myiomma - Myiopus - Namaquaropus - Nesocrypha - Paloniella - Paratopus - Paratotta - Plaumannocoris - Ptisca - Slateropus - Smithopus - Sophianus - Totta - Wetmorea - †Hoffeinsoria